# 1709
Cette page concerne l'année 1709  du calendrier grégorien.
L'année 1709 est une année commune qui commence un mardi.

## Événements
- 13 janvier : l'empereur Moghol Bahâdur Shâh élimine son autre frère Kambakhsh à Hyderabad[1].
- 2 février : le marin écossais Alexandre Selkirk est secouru par le capitaine Woodes Rogers[2].
- 15 février : victoire de Pedro IV, prétendant Nlaza au titre de manicongo. Il reconquiert la capitale du Congo, São Salvador (fin de règne en 1718)[3].
- 20 février, Japon : le shogun Tokugawa Tsunayoshi est assassiné, vraisemblablement par sa propre épouse qui se suicide sur l’heure[4]. Sous le règne de son successeur Tokugawa Ietsugu, âgé de trois ans (8 juin 1709-12 novembre 1712[5]), le réformateur Arai Hakuseki exerce un rôle important dans le gouvernement[6].

- Avril : assassinat du gouverneur séfévide de Kandahar Gurgen Khan par le prince afghan Mirwais, qui s’empare du pouvoir. Les Afghans se soulèvent contre le pouvoir perse et forment un État indépendant[7].
- 22 avril : mise en liquidation après 1706, la Compagnie française des Indes orientales est reprise par un groupe d’armateurs de Saint-Malo[8].

- 6 octobre : en Inde, l'empereur moghol Bahadur Shah reconnaît Ajit Singh (en) comme raja de Marwar (Jodhpur), s’assurant ainsi la neutralité des Rajput[9].
- 12 octobre : fondation de Chihuahua au Mexique[10].

- Décembre : fin de la guerre des Emboabas au Brésil[11].

### Europe
Pour un article plus général, voir Guerre de Succession d'Espagne.
- Année particulièrement froide (froid extrême en janvier-février), avec de mauvaises récoltes en Europe (1709-1716). Famine, épidémies de dysenterie et de typhoïde culminent à l’automne (1709-1710)[12].

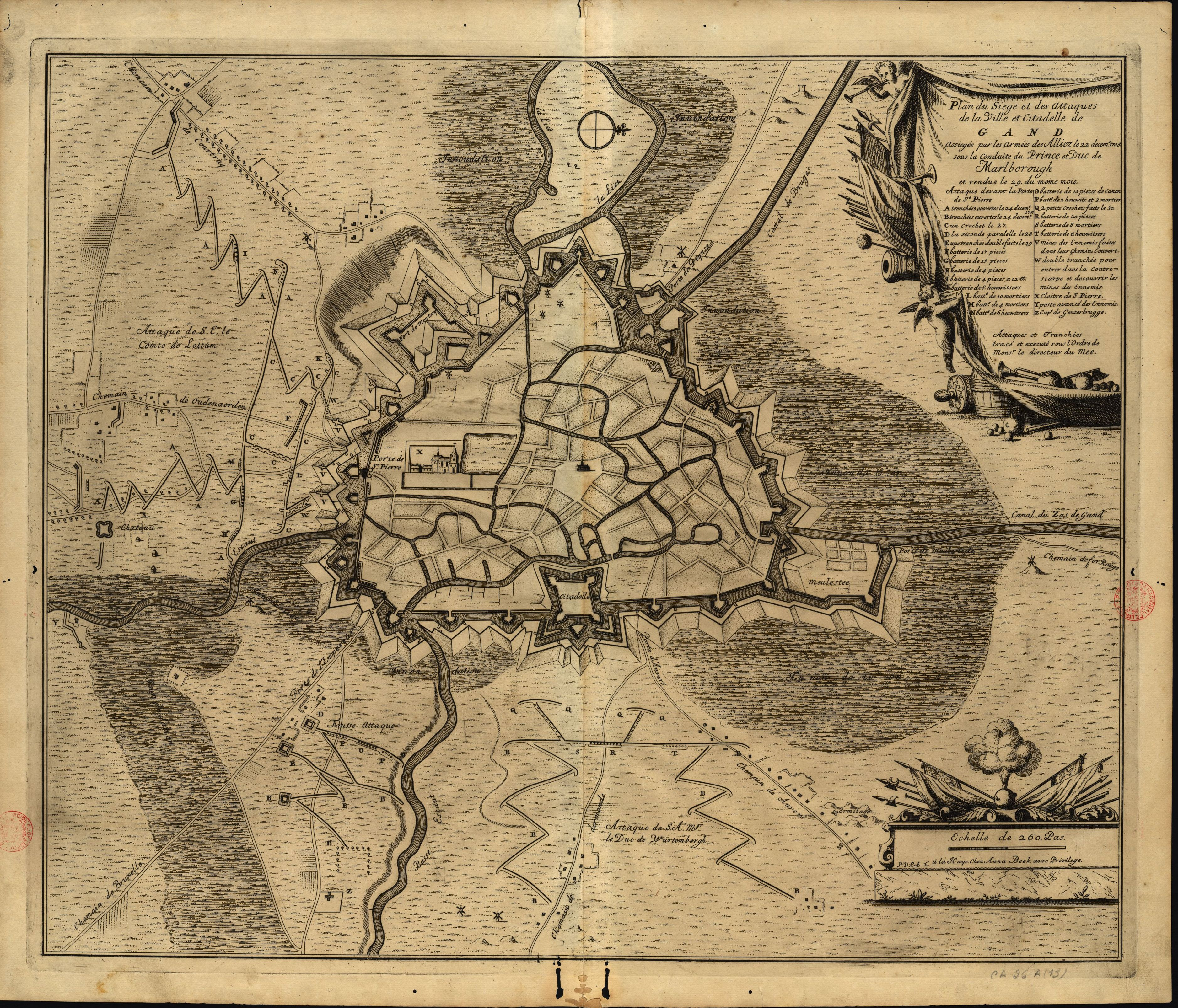
Plan du Siège et des attaques de la ville et citadelle de Gand. À la Haye, chez Anna Beck, 1729.

- 2 janvier : le gouverneur de Gand La Mothe remet la ville à Marlborough et au prince Eugène[13].
- 17 janvier : le prince Eugène et Marlborough prennent Bruges, évacuée sans combat par les troupes françaises[14]. La Flandre espagnole est perdue. Boufflers organise la défense de la frontière nord de la France.
- 15 janvier : un corps de soldats protestants envoyé par l’empereur ayant pris Bologne, le pape signe un traité par lequel il reconnaît « Charles III » comme roi pour la partie de la monarchie espagnole qu’il occupe[15]. Ceci entraîne la rupture des relations entre Philippe V d'Espagne et le Saint-Siège.
- 17 mars : début des négociations de paix à Moerdyck[16].

- Mars : Berwick prend le commandement de l'armée du Piémont ; il résiste à Briançon face aux États de Savoie[17].

- 8 avril : suppression temporaire du tribunal de la nonciature en Espagne (1709-1715), jugeant les causes ecclésiastiques ; départ du nonce Zondadari[18].
- 29 avril : le corsaire Français Jacques Cassard combat 24 heures durant devant Tabarka avec deux bateaux face à cinq navires britanniques afin de permettre le passage d'un convoi de 25 bateaux de blé en provenance de Tunisie à destination de Marseille, sauvant ainsi la Provence de la famine[19].

- 1er mai : ouverture des pourparlers de paix à La Haye, sans succès[20].
- 7 mai : victoire espagnole sur les anglo-portugais à la bataille de la Gudiña, près d'Elvas[21].
- 28 mai : propositions de paix signées par le grand pensionnaire Heinsius, Marlborough et le prince Eugène. Restitution ou démilitarisation de Lille, Strasbourg, Dunkerque et Naples. Louis XIV devra éventuellement contribuer à chasser son petit-fils du trône d’Espagne (article 4) ; en contrepartie, un armistice lui sera accordé (article 37)[20].

- 7 juin : Louis XIV refuse l’ultimatum et envoie des circulaires à tous les gouverneurs de province pour leur exposer les raisons de sa conduite (8 juin)[20].
- 29 juin : premier match de cricket inter-counties en Angleterre ; Kent contre Surrey[22].

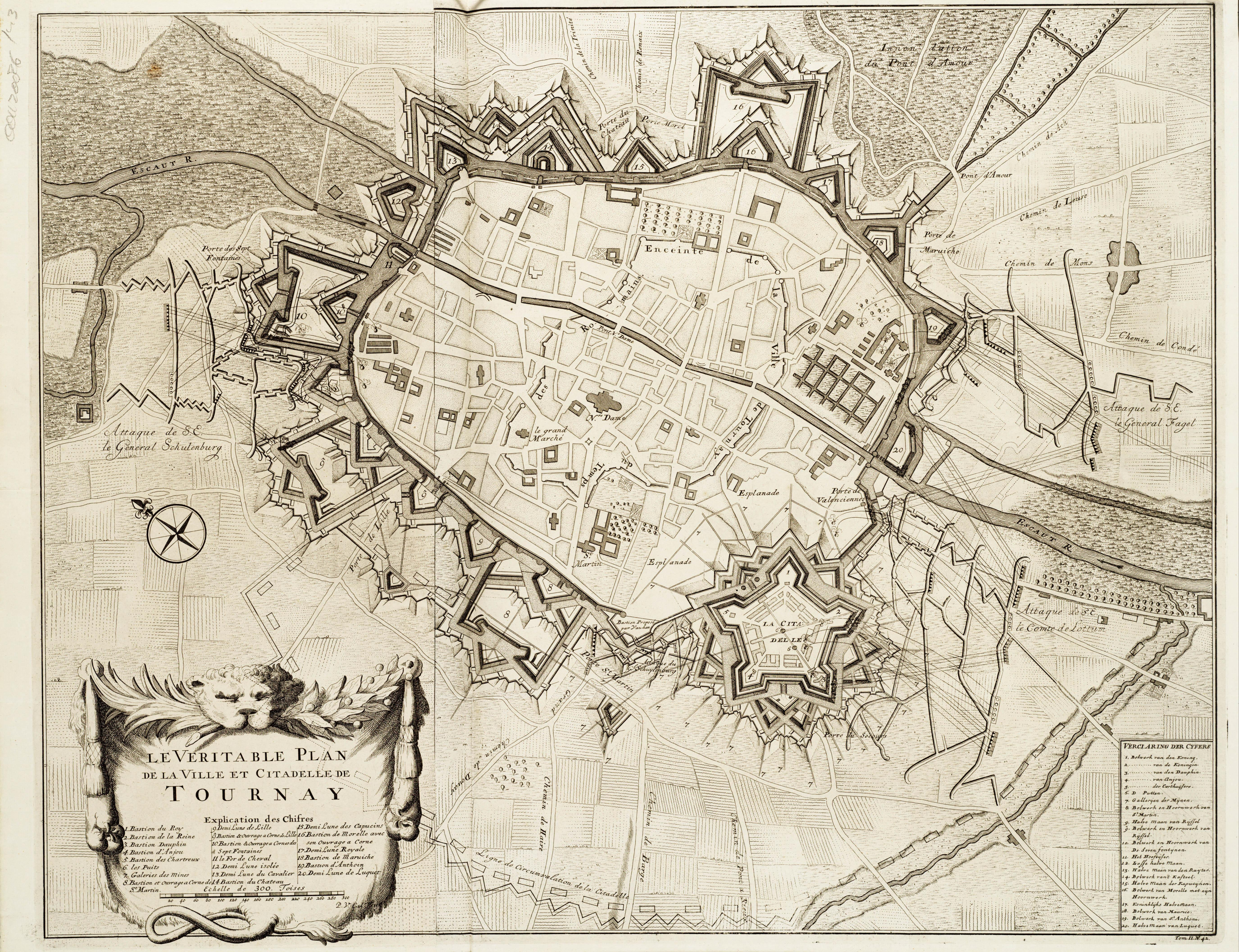
28 juillet : capitulation de Tournai.

- 28 juillet : Tournai capitule devant les troupes françaises[23].

- 5 août : Adrien Maurice de Noailles entre en Catalogne avec des troupes françaises et obtient des succès à Figueras, mais n'a pas les moyens d'entreprendre le siège de Gérone[24]. À partir d’août, les adversaires de la France sont repoussés dans le Nord, le Dauphiné et en Espagne.

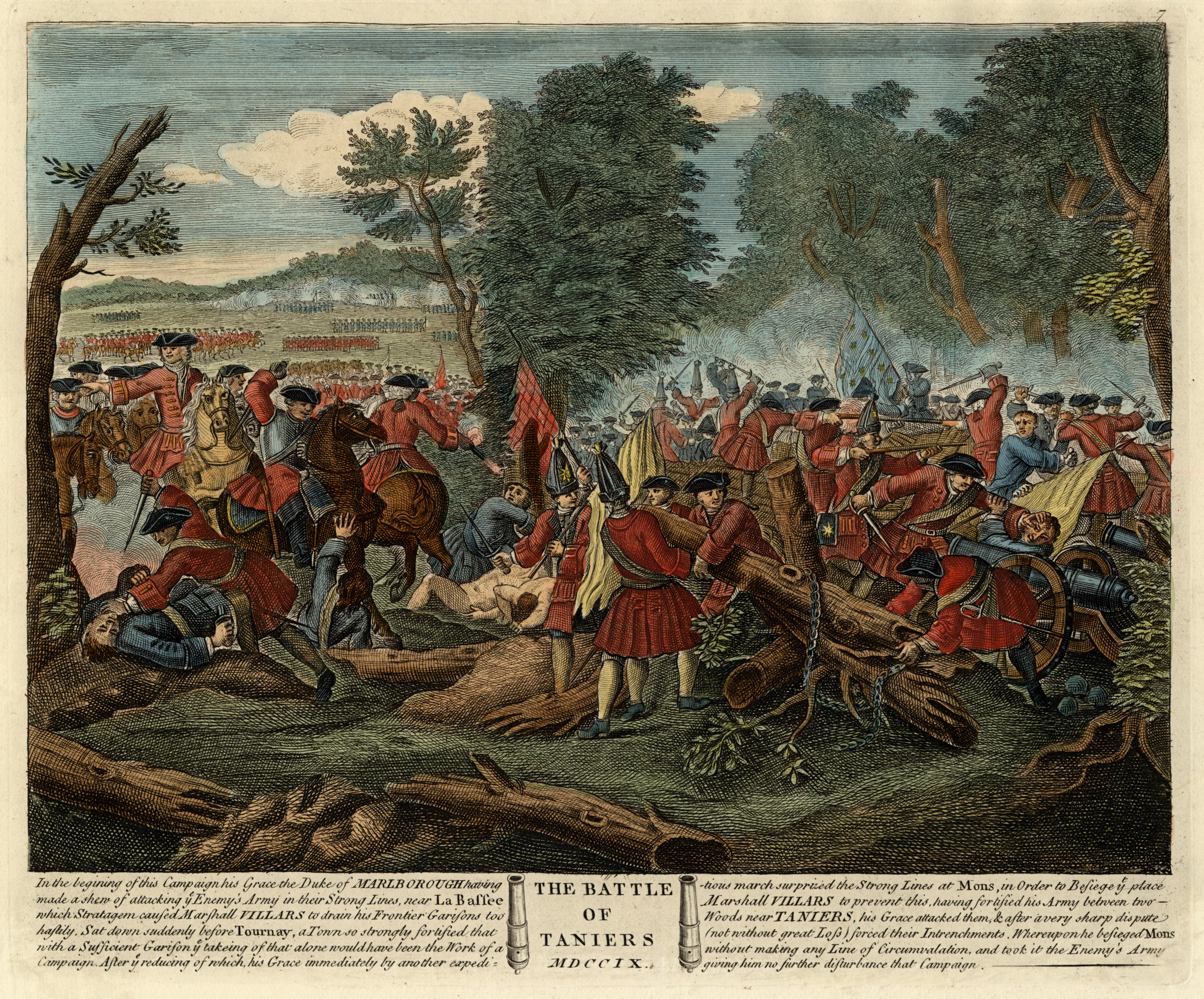
11 septembre : bataille de Malplaquet

- 11 septembre : bataille de Malplaquet[25]. Sanglante (plus de 30 000 morts) et indécise, la victoire est revendiquée par les deux camps, Français de Villars et Boufflers et Impériaux de Marlborough et du prince Eugène. Les Français parviennent néanmoins à arrêter l’invasion.

- 20 octobre : Mons se rend aux troupes alliées contre la France[26].
- 29 octobre : Signature du premier traité de la barrière à La Haye entre les Provinces-Unies et la Grande-Bretagne[27].

- 17 novembre : (6 novembre du calendrier julien[28]) Nicolas Mavrocordato devient hospodar de Moldavie. Les Phanariotes (classe politique et commerçante grecque orthodoxe) assument le gouvernement des régions semi-autonomes de Moldavie et de Valachie pour l'Empire ottoman.
- 27 novembre : le conseil du roi de France accepte les préliminaires de La Haye à l’exception des articles 4 et 37, ce dernier ne garantissant à la France qu’un armistice et non pas la paix[20].

- Extension à l’Écosse de la législation anglaise sur les cas de trahison[29].

#### Seconde Guerre du Nord
Pour un article plus général, voir Grande guerre du Nord.
- 28 juin : alliance signé à Dresde entre Auguste II de Saxe et Frédéric IV de Danemark contre la Suède[30].

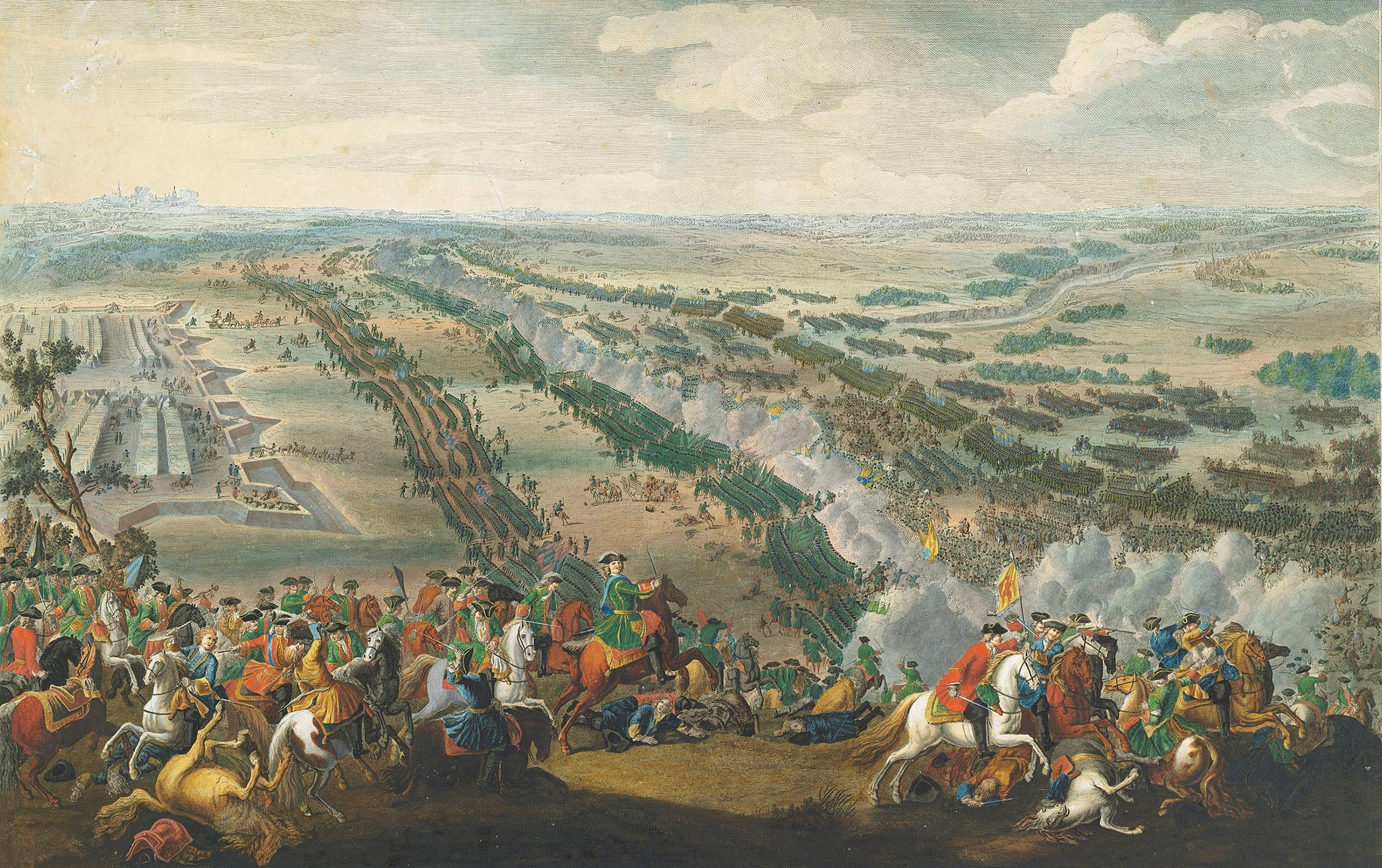
8 juillet : bataille de Poltava.

- 8 juillet (27 juin du calendrier julien) : victoire décisive des Russes face à Charles XII de Suède et à l’hetman des cosaques Mazeppa à la bataille de Poltava en Ukraine[31].
- 11 juillet : Charles XII de Suède dont l’armée est détruite, parvient à passer le Dniepr et à se réfugier à Bender dans l'empire ottoman où il est le 29 juillet (1709-1714)[31]. Il convaincra le Sultan ottoman à déclarer la guerre à la Russie (1710-1712). Les Russes établissent leur suprématie sur la Baltique.
- 28 juillet : Pierre le Grand envoie 28 000 hommes en Livonie ; 30 000 autres entrent en Lituanie[31].
- 8 août, Dresde : Auguste II publie un manifeste qui dénonce la paix d'Altranstädt et revendique le trône de Pologne[30]. Il envahit la Pologne, chassant Stanislas Leszczynski qui se réfugie en Poméranie suédoise. La Pologne est économiquement ruinée et politiquement divisée. Suédois et Moscovites ont sillonné le pays pendant sept ans. Les révoltes des magnats, les Sapiéha soutenant les Suédois, les Oginski, les Russes, ont mis le pays à feu et à sang.
- 5 octobre : Auguste II entre à Thorn où la confédération de Sandomierz est renouvelée[30].
- 8 octobre : entrevue de Thorn entre Auguste II et Pierre le Grand, qui renouvellent leur alliance[30].
- 28 octobre : alliance défensive conclue à Marienwerder entre Pierre le Grand et Frédéric de Prusse, qui cependant reste neutre vis-à-vis de la Suède[30].
- 22 octobre : traité de Copenhague. le Danemark s’engage auprès du tsar à envahir la Scanie[30]. La grande alliance du Nord est renouvelée.
- 12 novembre : une armée danoise de 18 000 hommes débarque en Scanie et s'empare de Helsingborg, puis assiège Landskrona et Malmö.

## Naissances en 1709
- 24 février : Jacques de Vaucanson, inventeur et mécanicien († 21 novembre 1782).

- 3 mars : Andreas Sigismund Marggraf, pharmacien et chimiste allemand († 7 août 1782).
- 10 mars : Georg Wilhelm Steller, botaniste, zoologiste, médecin et explorateur russe d'origine allemande († 14 novembre 1746).

- 27 avril : Gottfried Heinsius, mathématicien, géographe et astronome allemand († 21 mai 1769).

- 15 juin : Louis de Bourbon-Condé, comte de Clermont-en-Argonne, dit l'« abbé de Clermont » († 16 juin 1771).

- 17 juillet : Giuseppe Antonio Luchi, peintre rococo italien († 12 mai 1774).
- 22 juillet : Jacques-Germain Soufflot, architecte français († 29 août 1780).
- 24 juillet : James Harris, grammairien, homme politique et philosophe britannique († 22 décembre 1780).

- 10 août : Johann Georg Gmelin, botaniste et chimiste allemand († 20 mai 1755).

- 9 octobre : Jean Baptiste de Belloy, cardinal français 10 juin 1808).
- 22 octobre : Johann Reinhold Forster, naturaliste polonais d'origine allemande († 9 décembre 1798).

- 29 décembre : Thomas-François Dalibard, botaniste français († 5 janvier 1762).

- 11 décembre : Louise-Élisabeth d'Orléans, dite Melle de Montpensier, fille du Régent Philippe d'Orléans, reine d'Espagne († 16 juin 1742).
- 12 décembre : Julien Offray de La Mettrie, médecin et philosophe matérialiste et empiriste français († 11 novembre 1751).
- 18 décembre : Élisabeth Petrovna, impératrice de Russie († 5 janvier 1762).

- Date précise inconnue :
  - Violante Beatrice Siries, peintre italienne († 1783).
  - Francesco Zugno,  peintre italien († 1787).

## Décès en 1709
- 11 janvier : Salomon Adler, peintre baroque allemand (° 3 mars 1630).
- 20 janvier : François d'Aix de La Chaise, confesseur du roi Louis XIV. Le père jésuite Letellier lui succède (°25 août 1624).

- 8 février : Giuseppe Torelli, musicien italien (°22 avril 1658).

- 2 avril : Baciccio, peintre baroque italien (° 8 mai 1639).
- 5 avril : Roger de Piles,  peintre, graveur, critique d’art et diplomate français (° 7 octobre 1635).

- 18 juillet : Antonio Franchi, peintre baroque italien (°14 juillet 1638).

- 28 juin : Jean Michel, peintre français (°14 novembre 1659).

- 31 août : Andrea Pozzo, peintre italien (° 30 novembre 1642).

- 4 septembre : Jean-François Regnard, écrivain et dramaturge français (° 7 février 1655).
- 14 septembre : Luis Manuel Fernández Portocarrero, cardinal espagnol, archevêque de Tolède (Espagne) (° 8 janvier 1635).
- 22 septembre : Ivan Stepanovitch Mazeppa, hetman des Cosaques (° vers 1639).

- 14 octobre : Yi Seo-woo, homme politique, écrivain et philosophe néoconfucianiste coréen de la dynastie Joseon (° 1er mars 1633).

- 7 décembre : Meindert Hobbema, peintre néerlandais (° 31 octobre 1638).
- 8 décembre : 
  - Thomas Corneille, juriste et auteur dramatique français (° 20 août 1625).
  - Henri Bernardin de Picquigny, théologien capucin français (°1633).

- Date précise inconnue :
  - Pierre de Guethem, militaire français (° 1659).
  - Robert de Longe, peintre belge (° 1646).
  - Michiel Maddersteg, peintre de marine néerlandais (° 1662).